# Ольхина, Нина Алексеевна
Ни́на Алексе́евна Ольхина́ (10 октября 1925, Ленинград — 20 августа 2013, Санкт-Петербург) — советская и российская актриса театра и кино. Заслуженная артистка РСФСР (1954). Лауреат Сталинской премии третьей степени (1951).

## Биография
Нина Ольхина родилась в Ленинграде, пережила блокаду и в 1944 году поступила в студию при Большом драматическом театре им. Горького, только что вернувшемся в город из эвакуации; актёрское мастерство преподавала О. Г. Казико.
В 1947 году Нина Ольхина окончила студию и была принята в труппу театра, в котором проработала всю жизнь, исполняя роли как классического, так и современного репертуара. Ещё в студенческие годы Ольхина была актрисой вспомогательного состава, выходила на сцену БДТ в массовках; первой настоящей ролью стала Лариса в «Бесприданнице» А. Н. Островского.
В первые годы в Большом драматическом Нина Ольхина выступала преимущественно в амплуа инженю; дарование актрисы по-новому раскрылось с приходом в театр в 1956 году Георгия Товстоногова, однако прекрасные внешние данные и красивый звучный голос на протяжении двух десятилетий определяли репертуар Ольхиной, — она играла красавиц: Клею в «Эзопе» и Настасью Филипповну в первой редакции легендарного товстоноговского «Идиота», Лидию Богаевскую в «Варварах» М. Горького и Машу в «Океане» А. П. Штейна, после ухода из театра Татьяны Дорониной в 1966 году — Машу в чеховских «Трёх сёстрах», а позже Агнию Шабину в «Традиционном сборе» В. С. Розова. Лишь со второй половины 1960-х годов в репертуаре актрисы стали появляться и характерные роли: так, во второй редакции «Идиота» Нина Ольхина уже играла генеральшу Епанчину. Похоронена на Богословском кладбище.

## Творчество

### Театральные работы
- 1946 — «Под каштанами Праги» К. М. Симонов; постановка Л. С. Рудника — Божена
- 1948 — «Бесприданница» А. Н. Островского; режиссёр И. Ю. Шлепянов — Лариса Дмитриевна Огудалова
- 1948 — «Враги» А. М. Горького; режиссёр Н. С. Рашевская — Надя
- 1949 — «Девушка с кувшином» Лопе де Вега; режиссёр А. В. Соколов — Донья Мария
- 1949 — «Егор Булычов и другие» М. Горького; режиссёр Н. С. Рашевская — Шурка Булычова
- 1950 — «Флаг адмирала» А. П. Штейн; постановка А. В. Соколова — леди Гамильтон
- 1950 — «Разлом» Б. А. Лавренёва; режиссёры А. В. Соколов и И. С. Зонне — Ксения Евгеньевна Берсенёва
- 1952 — «Достигаев и другие» М. Горького; режиссёр Н. С. Рашевская — Елизавета
- 1952 — «Яблоневая ветка» B. А. Добровольского и Я. В. Смоляка; постановка А. В. Соколова и Е. З. Копеляна — Нина Воронцова
- 1952 — «Рюи Блаз» В. Гюго; постановка И. С. Ефремова — Мария Нейбургская
- 1955 — «Перед заходом солнца» Г. Гауптмана; режиссёр К. П. Хохлов — Инкен Петерс
- 1956 — «Ученик дьявола» Б. Шоу; режиссёр М. В. Сулимов — Джудит
- 1956 — «Обрыв» А. И. Гончарова; режиссёр Н. С. Рашевская — Вера Васильевна
- 1956 — «Безымянная звезда» М. Себастьяна; режиссёр Г. А. Товстоногов — Мона
- 1957 — «Эзоп» Г. Фигейредо; режиссёр Г. А. Товстоногов — Клея
- 1957 — «Идиот» по роману Ф. М. Достоевского; режиссёр Г. А. Товстоногов — Настасья Филипповна Барашкова
- 1959 — «Варвары» М. Горького; режиссёр Г. А. Товстоногов — Лидия Павловна
- 1959 — «Машенька» А. Н. Афиногенова; режиссёр И. П. Владимиров — Нина Александровна
- 1961 — «Океан» А. П. Штейна; режиссёр Г. А. Товстоногов — Маша
- 1962 — «Горе от ума» А. С. Грибоедова; режиссёр Г. А. Товстоногов — Наталья Дмитриевна Горич
- 1966 — «Три сестры» А. П. Чехова, режиссёр Г. А. Товстоногов — Маша (ввод)
- 1966 — «Идиот» (вторая редакция); режиссёр Г. А. Товстоногов — Лизавета Прокофьевна Епанчина
- 1966 — «…Правду! Ничего, кроме правды!!» Д. Н. Аля; режиссёр Г. А. Товстоногов — Бесси Битти
- 1967 — «Традиционный сбор» В. С. Розова; режиссёр Г. А. Товстоногов — Агния Шабина
- 1967 — «Счастливые дни несчастливого человека» А. Н. Арбузова; режиссёр Ю. Е. Аксёнов — Елена Сергеевна
- 1973 — «Бедная Лиза» Н. М. Карамзина; режиссёр М. Г. Розовский — мать Лизы
- 1976 — «Фантазии Фарятьева» А. Н. Соколовой; режиссёр С. Ю. Юрский — Мать
- 1976 — «Дачники» М. Горького; режиссёр Г. А. Товстоногов — врач Марья Львовна
- «Волки и овцы» А. Н. Островского; режиссёр Г. А. Товстоногов — Меропия Давыдовна Мурзавецкая
- 1984 — «Киноповесть с одним антрактом» режиссёр Г. А. Товстоногов — мать Ирины
- 1989 — «Визит старой дамы» Ф. Дюрренматта — жена Илла

### Работы на телевидении
- 1964 — «Чайка» А. П. Чехова; режиссёр А. А. Белинский (телеспектакль) — Ирина Николаевна Аркадина
- 1964 — «Римские рассказы» по новеллам А. Моравиа; режиссёр Л. И. Цуцульковский
- 1967 — «Чудаки» М. Горького (телеспектакль) — Ольга

### Фильмография
- 1956 — Искатели — Лиза, жена Потапова
- 1974 — Врача вызывали? — жена больного
- 1981 — Кража — миссис Старкуэтер

## Награды
- орден «За заслуги перед Отечеством» IV степени (2000) — за большой личный вклад в развитие театрального искусства[3]
- заслуженная артистка РСФСР (1954)
- Сталинская премия третьей степени (1951) — за исполнение роли Ксении Евгеньевны Берсеневой в спектакле «Разлом» Б. А. Лавренёва